# Avalon (sång)

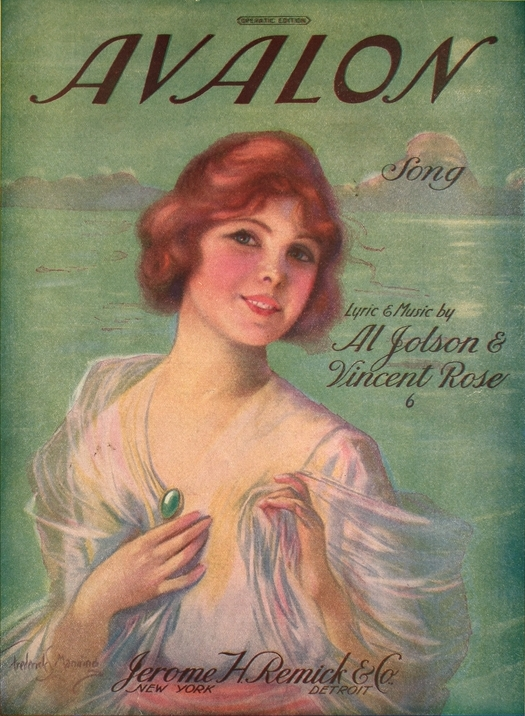
Omslag till notblad för Avalon

Avalon är en amerikansk popsång från 1920 som skrevs av Al Jolson, Vincent Rose och Buddy DeSylva. Den framfördes först av Jolson, och förekom i musikalerna Sinbad och Bombo. Jolsons version nådde plats nummer två på hitlistan.
Det är möjligt att Rose skrivit sången ensam, och att Jolson bara blev krediterad eftersom han som erkänd och uppskattad musikutövare hjälpte till att göra låten populär. När sången först blev publicerad anfördes endast Jolson och Rose som musik- och textförfattare – DeSylvas namn lades till senare.
Sången har kommit att bli något av en jazzstandard. Den har framförts av bland andra Cab Calloway (1934), Coleman Hawkins (1935) och Eddie Durham (1936). År 1938 spelade Benny Goodmans kvartett låten i sin konsert i Carnegie Hall. Den framfördes också i de biografiska filmerna Al Jolson (1946) och Filmen om Benny Goodman (1956).
En del av sångens melodi togs ur arian E lucevan le stelle i Giacomo Puccinis opera Tosca, med endast små ändringar av Rose. Puccinis förläggare stämde därför Jolson och Rose, vilka dömdes att betala 25 000 dollar i skadestånd. Utöver detta beslutade domstolen att alla framtida royalties som Avalon genererade skulle tillfalla Puccinis förläggare.

## Versioner
- Red Nichols and His Five Pennies (27 februari 1928)
- George Monkhouse and his Cambridge University Quinquaginta Ramblers (12 mars 1930)
- Spike Hughes and his Dance Orchestra (23 maj 1930)
- Joel Shaw and his Orchestra (augusti 1932)
- Billy Cotton and his Band (21 juli 1933)
- Casa Loma Orchestra (16 augusti 1934)
- Cab Calloway and his Orchestra (4 september 1934)
- Scott Wood and his Six Swingers (18 december 1934; 1 september 1936)
- Joe Venuti and his Orchestra (26 december 1934)
- KXYZ Novelty Band (29 januari 1935)
- Coleman Hawkins (2 mars 1935)
- Quintette of the Hot Club of France (juli 1935)
- Jimmie Lunceford and his Orchestra (30 september 1935)
- Harry Roy and his Orchestra (8 november 1935)
- Val Rosing and his Swing Stars (18 november 1935)
- Ballyhooligans (7 juli 1936)
- Benny Goodman Quartet (29 juni 1937; 28 september 1937; 16 januari 1938)
- Joe Daniels and his Hotshots (28 september 1937)
- Alix Combelle et son Orchestre (4 oktober 1937)
- Harry James and his Orchestra (13 juli 1939; 8 november 1939)
- Willie Lewis and his Negro Band (27 juni 1941)[6]
- Sonora orkester (1929-1940[7])[8]. Originalmedlemmar Gösta "Fräsern" Skoog[9], (trummor), Lasse Nilsson (fiol, trumpet, trombon, altsax, sång), "Sik" Bengt Nilsson (dragspel, tenorsax - Monika Zetterlunds far), Nils Humla (trumpet), Hilding Stolpe (gitarr), Sixten Åskag (piano).